# Sulejman-Pasza
Sulejman-Pasza, także Süleyman Hüsnü Paşa (ur. 1840 w Konstantynopolu, zm. 11 sierpnia 1892 w Bagdadzie) – turecki dowódca, generał.
Ukończył w 1861 Szkołę Oficerska w Stambule. Od 1873 wykładowca, a od 1874 dyrektor nauk w Akademii Wojskowej. Uczestniczył w maju 1876 w walkach, zakończonych usunięciem sułtana Abdul-Aziza.
Został wyznaczony na naczelnego dowódcę wojsk tureckich w Bośni i Hercegowinie w początkach wojny 1876–1878 serbsko-czarnogórsko-tureckiej. Dowodził wojskami w natarciu na Czarnogórę. Po rozpoczęciu wojny rosyjsko-tureckiej 1877–1878, w lipcu 1877 Korpus Sulejmana został przerzucony do Bułgarii, a on sam był wyznaczony naczelnym dowódcą tzw. Armii Bułgarskiej, która w sierpniu 1877 szturmowała Szipkę. Od końca września do połowy grudnia 1877 dowodził Wschodniodunajską Armią. W okresie od grudnia 1877 do lutego 1878 naczelny dowódca armii tureckiej. 
Poniósł klęskę w walkach o Fillipopol w styczniu 1878, za co był sądzony i skazany na 15 lat więzienia. Po jakimś czasie ułaskawiony.